# 劉師知
劉師知（？—567年），本名劉師智，為避諱梁敬帝的名字而改名，沛國相縣人，南梁、南陳官员。
劉師知的祖父劉奚之是南齊晉安王蕭子懋的諮議參軍、淮南太守，有善政得齊武帝手詔經常獲褒賞；父親劉景彥則是南梁的尚書左丞、司農卿。他好學有當政才能，廣泛涉獵書史，練習文筆，熟悉禮儀，尚書的事都十分了解悉。南梁時曾擔任王府參軍。紹泰初年陳霸先輔政，任命劉師知為中書舍人，掌管詔令。當時戰亂剛剛平息，缺少禮儀，陳霸先擔任丞相、加九錫及受禪稱帝的儀式皆梁敬帝由他定制。梁敬帝在宮殿內經常由劉師知侍奉，到梁敬帝即將被害時，劉師知欺騙他出來，梁敬帝發現了就繞過床邊說：「劉師知你出賣我，陳霸先謀反；我根本不用當皇帝，為何要殺我？」劉師知拉著梁敬帝衣服，由行兇者殺死。事成後他向陳霸先說：「事情完了。」陳霸先回應：「你忠於我，之後不要背叛。」他不說話。南陳建立後，他仍為舍人；他個性散漫，不順從他人，雖然沒有轉官，但仍獲重用，他的建議都有增益。
陳霸先逝世，喪禮六天後需要穿著成服，朝廷大臣商議大行皇帝靈座守靈人之衣服制度。博士沈文阿認為應穿著吉服，劉師知回應：「既然穿著成服，應該具備喪禮的禮儀，靈筵和衣服器物都應該簡樸。現在雖然沒有大行皇帝的守靈人，但以前梁朝昭明太子過世，守靈人都穿縗斬，只有盔甲依舊，可以作參考。我認為六天成服的守靈人要穿縗斬。」中書舍人蔡景歷也說：「雖然不完全準確，唯按照山陵的禮儀，成服只有凶禮並無吉禮，守靈人不可以佩戴玉飾和貂尾，考慮禮儀，應穿著縗斬。」中書舍人江德藻和謝岐等人也認同劉師知的議論。
沈文阿特援引晉朝和劉宋的山陵禮儀認為守靈人可穿吉服，不認同劉師知的看法；由於二人意見不同，於是找尚書左丞徐陵決斷。徐陵說：「梓宮祭祀於山陵，靈筵祭祀於宗廟，有此分別才會知道吉凶。根據《山陵鹵簿》吉部伍中，公卿級別以下指路人，與武賁、鼓吹、執蓋、奉車都穿上吉服，守靈人怎會獨自穿上縗絰呢？如果說公卿、小官也穿喪服，那麼和梓宮隊列有何差別？若說禮樂用吉禮，官吏卻用凶禮，怎可能容許坐華蓋穿喪服；戴麻布卻坐在玉輅呢？我認同博士的意見。」。劉師知就採用王俭《喪服明記》反駁，謝岐和蔡景歷一同附和，而江德藻就提出諮詢八座袁樞、張種、周弘正、周弘讓、沈炯、孔奐，他們亦認同劉師知。最後二人上奏陳文帝，陳文帝採納劉師知的見解。
其後他遷轉為鴻臚卿，仍然擔任舍人，在天嘉元年（560年）被免官。陳文帝曾下令劉師知撰寫起居注，自永定二年（558年）秋天至天嘉元年冬天，編訂為十卷。之後朝廷再起用他為中書舍人，掌管詔令。天康元年（566年）陳文帝病重，他與尚書僕射到仲舉等人入宮侍奉醫藥。文帝去世，預先接受顧命。陳頊擔任尚書令時，劉師知入朝輔政，光大元年（567年），他和仲舉等遣舍人殷不佞矯詔讓陳頊回到東府，事發後在北獄被賜死。

## 引用
1. ↑  《南史·卷六十八·列傳第五十八》：師知本名師智，以與敬帝諱同，改焉。
2. 1 2  《陳書·卷十六·列傳第十》：劉師知，沛國相人也。家世素族。祖奚之，齊晉安王諮議參軍，淮南太守，有能政，齊武帝手詔頻褒賞。父景彥，梁尚書左丞、司農卿。師知好學，有當世才。博涉書史，工文筆，善儀體，臺閣故事，多所詳悉。梁世歷王府參軍。紹泰初，高祖入輔，以師知為中書舍人，掌詔誥。是時兵亂之後，禮儀多闕，高祖為丞相及加九錫并受禪，其儀注並師知所定焉。高祖受命，仍為舍人。性疏簡，與物多忤，雖位宦不遷，而委任甚重，其所獻替，皆有弘益。
3. 1 2  《南史·卷六十八·列傳第五十八》：劉師知，沛國相人也。家本素族。祖奚之，齊淮南太守，以善政聞。父景彥，梁司農卿。……好學，有當務才，博涉書傳，工文筆，善儀體，台閣故事，多所詳悉。紹泰初，陳武帝入輔，以師知為中書舍人，掌詔誥。時兵亂後，朝儀多闕，武帝為丞相及加九錫並受禪，其儀注多師知所定。梁敬帝在內殿，師知常侍左右。及將加害，師知詐帝令出，帝覺，遶床走曰：「師知賣我，陳霸先反。我本不須作天子，何意見殺。」師知執帝衣，行事者加刃焉。既而報陳武帝曰：「事已了。」武帝曰：「卿乃忠於我，後莫復爾。」師知不對。武帝受命，仍兼舍人。性疏簡，與物多忤，雖位宦不遷，而任遇甚重，其所獻替，皆有弘益。
4. ↑  《陳書·卷十六·列傳第十》：及高祖崩，六日成服，朝臣共議大行皇帝靈座俠御人所服衣服吉凶之制，博士沈文阿議，宜服吉服。師知議云：「既稱成服，本備喪禮，靈筵服物，皆悉縞素。今雖無大行俠御官事，按梁昭明太子薨，成服俠侍之官，悉著縗斬，唯著鎧不異，此即可擬。愚謂六日成服，俠靈座須服縗絰。」中書舍人蔡景歷亦云：「雖不悉準，按山陵有凶吉羽儀，成服唯凶無吉，文武俠御，不容獨鳴玉珥貂，情禮二三，理宜縗斬。」中書舍人江德藻、謝岐等並同師知議。
5. ↑  《南史·卷六十八·列傳第五十八》：及武帝崩，六日成服，時朝臣共議大行皇帝靈座俠御人衣服吉凶之制，博士沈文阿議宜服吉，師知議云：「既稱成服，本備喪禮。案梁昭明太子薨，成服，俠侍之官，悉著衰斬，唯著鎧不異，此即可擬。愚謂六日成服，俠靈座須服衰絰。」中書舍人蔡景曆、江德藻、謝岐等同師知議。
6. ↑  《陳書·卷十六·列傳第十》：文阿重議云：「檢晉、宋山陵儀：『靈輿梓宮降殿，各侍中奏。』又成服儀稱：『靈輿梓宮容俠御官及香橙。』又檢靈輿梓宮進止儀稱：『直靈俠御吉服，在吉鹵簿中。』又云：『梓宮俠御縗服，在凶鹵簿中。』是則在殿吉凶兩俠御也。」時以二議不同，乃啟取左丞徐陵決斷。陵云：「梓宮祔山陵，靈筵祔宗廟，有此分判，便驗吉凶。按山陵鹵簿吉部伍中，公卿以下導引者，爰及武賁、鼓吹、執蓋、奉車，並是吉服，豈容俠御獨為縗絰邪？斷可知矣。若言公卿胥吏並服縗苴，此與梓宮部伍有何差別？若言文物並吉，司事者凶，豈容衽絰而奉華蓋，縗衣而升玉輅邪？同博士議。」
7. ↑  《南史·卷六十八·列傳第五十八》：時以二議不同，乃啟取左丞徐陵決斷。陵云：「案山陵鹵簿吉部伍中，公卿以下導引者，爰及武賁、鼓吹、執蓋、奉車，並是吉服，豈容俠禦獨為衰絰？若言公卿胥吏並服衰絰，此與梓宮部伍有何差別？若言文物並吉，司事者凶，豈容衽絰而奉華蓋，衰衣而升玉路邪？同博士議。」
8. ↑  《陳書·卷十六·列傳第十》：師知又議曰：「左丞引梓宮祔山陵，靈筵祔宗廟，必有吉凶二部，成服不容上凶，博士猶執前斷，終是山陵之禮。若龍駕啟殯，鑾輿兼設，吉凶之儀，由來本備，準之成服，愚有未安。夫喪禮之制，自天子達。按王文憲喪服明記云：『官品第三，侍靈人二十。官品第四，下達士禮，侍靈之數，並有十人。皆白布褶，著白絹帽。內喪女侍數如外，而著齊縗。或問內外侍靈是同，何忽縗服有異？答云，若依君臣之禮，則外侍斬，內侍齊。頃世多故，禮隨事省。諸侯以下，臣吏蓋微，至於侍奉，多出義附，君臣之節不全，縗冠之費實闕，所以因其常服，止變帽而已。婦人侍者，皆是卑隸，君妾之道既純，服章所以備矣。』皇朝之典，猶自不然，以此而推，是知服斬。彼有侍靈，則猶俠御，既著白帽，理無彤服。且梁昭明儀注，今則見存，二文顯證，差為成準。且禮出人情，可得消息。凡人有喪，既陳筵机，繐帷靈扆，變其常儀，蘆箔草廬，即其凶禮。堂室之內，親賓具來，齊斬麻緦，差池哭次，玄冠不弔，莫非素服。豈見門生故吏，綃縠間趨，左姬右姜，紅紫相糅？況四海遏密，率土之情是同，三軍縞素，為服之制斯壹。遂使千門旦啟，非塗堊於彤闈，百僚戾止，變服麤於朱韍，而耀金在列，鳴玉節行，求之懷抱，固為未愜，準以禮經，彌無前事。豈可成服之儀，譬以山陵之禮？葬既始終已畢，故有吉凶之儀，所謂成服，本成喪禮，百司外內，皆變吉容，俠御獨不，何謂成服？若靈無俠御則已，有則必應縗服。」謝岐議曰：「靈筵祔宗廟，梓宮祔山陵，實如左丞議。但山陵鹵簿，備有吉凶，從靈輿者儀服無變，從梓宮者皆服苴縗。爰至士禮，悉同此制，此自是山陵之儀，非關成服。今謂梓宮靈扆，共在西階，稱為成服，亦無鹵簿，直是爰自胥吏，上至王公，四海之內，必備縗絰。案梁昭明太子薨，略是成例，豈容凡百士庶，悉皆服重，而侍中至於武衛，最是近官，反鳴玉紆青，與平吉不異？左丞既推以山陵事，愚意或謂與成服有殊。若爾日俠御，文武不異，維侍靈之人，主書、宣傳、齊幹、應敕，悉應不改。」蔡景歷又議云：「俠御之官，本出五百，爾日備服居廬，仍於本省，引上登殿，豈應變服貂玉？若別攝餘官，以充簪珥，則爾日便有不成服者。山陵自有吉凶二議，成服凶而不吉，猶依前議，同劉舍人。」德藻又議云：「愚謂祖葬之辰，始終永畢，達官有追贈，須表恩榮，有吉鹵簿，恐由此義，私家放效，因以成俗。上服本變吉為凶，理不應猶襲紈綺。劉舍人引王衛軍喪儀及檢梁昭明故事，此明據已審，博士、左丞乃各盡事衷，既未取證，須更詢詳，宜諮八座、詹事、太常、中丞及中庶諸通袁樞、張種、周弘正、弘讓、沈炯、孔奐。」時八座以下，並請：「案群議，斟酌舊儀，梁昭明太子喪成服儀注，明文見存，足為準的。成服日，侍官理不容猶從吉禮。其葬禮分吉，自是山陵之時，非關成服之日。愚謂劉舍人議於事為允。」陵重答云：「老病屬纊，不能多說，古人爭議，多成怨府，傅玄見尤於晉代，王商取陷於漢朝，謹自三緘，敬同高命。若萬一不死，猶得展言，庶與朝賢更申揚搉。」文阿猶執所見，眾議不能決，乃具錄二議奏聞，從師知議。
9. ↑  《南史·卷六十八·列傳第五十八》：謝岐議曰：「靈筵祔宗廟，梓宮祔山陵，實如左丞議。但山陵鹵簿，備有吉凶，從靈輿者儀服無變，從梓宮者皆服苴衰，爰至士禮，悉同此制。此自是山陵之儀，非關成服。今謂梓宮靈扆，共在西階，稱為成服，亦無鹵簿，直是爰自胥吏，上至王公，四海之內，必備衰絰。案梁昭明太子薨，略是成例，豈容凡百士庶，悉皆服重，而侍中至於武衛，最是近官，反鳴玉紆青，與平吉不異？左丞既推以山陵事，愚意或謂與成服有殊。」陵重答云：「老病屬纊，不能多說。古人爭議，多成怨府，傅玄見尤于晉代，王商取陷於漢朝。謹自三緘，敬同高命。若萬一不死，猶得展言，庶與群賢，更申揚榷。」文阿猶執所見，眾議不能決，乃具錄二議奏聞，上從師知議。
10. ↑  《陳書·卷十六·列傳第十》：尋遷鴻臚卿，舍人如故。天嘉元年，坐事免。初，世祖敕師知撰起居注，自永定二年秋至天嘉元年冬，為十卷。起為中書舍人，復掌詔誥。天康元年，世祖不豫，師知與尚書僕射到仲舉等入侍醫藥。世祖崩，預受顧命。及高宗為尚書令，入輔，光大元年，師知與仲舉等遣舍人殷不佞矯詔令高宗還東府，事覺，於北獄賜死。
11. ↑  《南史·卷六十八·列傳第五十八》：遷鴻臚卿，舍人如故。天嘉元年，坐事免。尋起為中書舍人，復掌詔誥。天康元年，文帝不豫，師知與尚書僕射到仲舉等入侍醫藥。帝崩，豫顧命。宣帝入輔，師知與仲舉等遣舍人殷不佞矯詔令宣帝還東府，事覺，於北獄賜死。初，文帝敕師知撰起居注，自永定二年秋至天嘉元年為十卷。

## 延伸阅读
[在维基数据编辑]
 《陳書·卷16》，出自姚思廉《陳書》
 《南史/卷68》，出自李延壽《南史》